# Mervyn LeRoy
Mervyn LeRoy (San Francisco, 15 oktober 1900 – Beverly Hills, 13 september 1987) was een Amerikaans filmregisseur van Joodse komaf.

## Loopbaan
Mervyn LeRoy begon zijn loopbaan als acteur. Vanaf 1924 werkte hij in Hollywood als schrijver van komische filmscènes. Hij draaide zijn eerste film in 1927. In de jaren 30 maakte hij behalve misdaadfilms als Little Caesar (1931) en I Am a Fugitive from a Chain Gang (1932) ook muziekfilms als Gold Diggers of 1933 (1933). In de jaren 40 regisseerde hij vooral melodrama's. Hij gold als een geroutineerd en veelzijdig regisseur met ervaring in vrijwel elk filmgenre.

## Filmografie
- 1927: No Place to Go
- 1928: Flying Romeos
- 1928: Harold Teen
- 1928: Oh, Kay!
- 1928: Naughty Baby
- 1929: Hot Stuff
- 1929: Broadway Babies
- 1929: Little Johnny Jones
- 1930: Playing Around
- 1930: Show Girl in Hollywood
- 1930: Numbered Men
- 1930: Top Speed
- 1931: Little Caesar
- 1931: Gentleman's Fate
- 1931: Too Young to Marry
- 1931: Broadminded
- 1931: Five Star Final
- 1931: Local Boy Makes Good
- 1931: Tonight or Never
- 1932: High Pressure
- 1932: The Heart of New York
- 1932: Two Seconds
- 1932: Big City Blues
- 1932: Three on a Match
- 1932: I Am a Fugitive from a Chain Gang
- 1933: Hard to Handle
- 1933: Elmer, the Great
- 1933: Gold Diggers of 1933
- 1933: Tugboat Annie
- 1933: The World Changes
- 1934: Hi, Nellie!
- 1934: Heat Lightning
- 1934: Happiness Ahead
- 1935: Sweet Adeline
- 1935: Oil for the Lamps of China
- 1935: Page Miss Glory
- 1935: I Found Stella Parish
- 1936: Anthony Adverse
- 1936: Three Men on a Horse
- 1937: The King and the Chorus Girl
- 1937: They Won't Forget
- 1938: Fools for Scandal
- 1939: The Wizard of Oz
- 1940: Waterloo Bridge
- 1940: Escape
- 1941: Blossoms in the Dust
- 1941: Unholy Partners
- 1942: Johnny Eager
- 1942: Random Harvest
- 1943: Madame Curie
- 1944: Thirty Seconds Over Tokyo
- 1945: The House I Live In
- 1946: Without Reservations
- 1948: Homecoming
- 1949: Little Women
- 1949: Any Number Can Play
- 1949: East Side, West Side
- 1951: Quo Vadis
- 1952: Lovely to Look At
- 1952: Million Dollar Mermaid
- 1953: Latin Lovers
- 1954: Rose Marie
- 1955: Strange Lady in Town
- 1955: Mister Roberts
- 1956: The Bad Seed
- 1956: Toward the Unknown
- 1958: No Time for Sergeants
- 1958: Home Before Dark
- 1959: The FBI Story
- 1960: Wake Me When It's Over
- 1961: The Devil at 4 O'Clock
- 1961: A Majority of One
- 1962: Gypsy
- 1963: Mary, Mary
- 1965: Moment to Moment
- 1968: The Green Berets